# Boeing 717
De Boeing 717 is een Amerikaans verkeersvliegtuig dat van 1998 tot 2006 werd gebouwd. Oorspronkelijk was dit toestel de McDonnell Douglas MD-95 en was het het laatste familielid van de succesvolle reeks van de Douglas DC-9 en McDonnell Douglas MD-80 en MD-90 toestellen. De MD-95 heeft dezelfde rompafmetingen als de DC-9-30 en MD-87, maar met de geavanceerde vleugels en motoren van de grotere MD-90.
Toen Boeing midden jaren negentig McDonnell Douglas overnam, waren er al diverse bestellingen voor deze MD-95, en Boeing besloot het toestel te gaan bouwen. De motoren zijn ontwikkeld in samenwerking met BMW. De naam werd echter veranderd in Boeing 717, een 7#7 naam die nog niet officieel gebruikt was, alhoewel de KC-135 bij Boeing ook het modelnummer 717 droeg. Het vliegtuig maakte zijn eerste vlucht op 9 februari 1998, waarop de eerste levering volgde op 23 september 1999.
De Boeing 717-200 was het kleinste type dat de Amerikaanse vliegtuigbouwer op dat moment in zijn programma had. Een verlengde versie, de Boeing 717-300, werd overwogen, maar de plannen hiervoor werden niet gerealiseerd. Dit type zou geschikt geweest zijn om het gat tussen de 717-200 en de Boeing 737-600 op te vullen.
Delta Air Lines heeft nu de grootste vloot van 717's ter wereld. In Europa was het toestel als laatste in gebruik bij Volotea (17 toestellen). Zij namen 10 januari 2021 afscheid van het laatste toestel. Het succes van de 717-200 bleef tamelijk beperkt met een productie van 156 toestellen. Op vrijdag 24 april 2006 verliet de laatste 717 de fabriekshal in Long Beach.

## Types
Alleen de Boeing 717-200 is ooit in productie genomen.
- Boeing 717-100X (prototype)
- Boeing 717-200
- Boeing 717-300X (prototype)